# Hochplattig
Hochplattig är ett berg i Österrike.   Det ligger i distriktet Imst och förbundslandet Tyrolen, i den västra delen av landet, 400 km väster om huvudstaden Wien. Toppen på Hochplattig är 2 768 meter över havet, eller 1 186 meter över den omgivande terrängen. Bredden vid basen är 19,7 km. Hochplattig ingår i Mieminger Gebirge.
Terrängen runt Hochplattig är bergig norrut, men söderut är den kuperad. Närmaste större samhälle är Telfs, 8,1 km sydost om Hochplattig. 
Trakten runt Hochplattig består i huvudsak av gräsmarker. Runt Hochplattig är det ganska tätbefolkat, med 80 invånare per kvadratkilometer.